# A Matter of Life and Death
A Matter of Life and Death este al paisprezecelea album de studio al trupei de heavy metal britanice Iron Maiden. Albumul a fost lansat pe 28 august 2006 și este al treilea album de studio Iron Maiden produs de Kevin Shirley.
Primul single de pe album este "The Reincarnation of Benjamin Breeg", lansat pe 14 august.

## Piese
1. "Different World" (Smith, Harris) – 4:17
2. "These Colours Don't Run" (Smith, Harris, Dickinson) – 6:52
3. "Brighter Than a Thousand Suns" (Smith, Harris, Dickinson) – 8:44
4. "The Pilgrim" (Gers, Harris) – 5:07
5. "The Longest Day" (Smith, Harris, Dickinson) – 7:48
6. "Out Of the Shadows" (Dickinson, Harris) – 5:36
7. "The Reincarnation of Benjamin Breeg" (Murray, Harris) – 7:21
8. "For the Greater Good of God" (Harris) – 9:24
9. "Lord of Light" (Smith, Harris, Dickinson) – 7:23
10. "The Legacy" (Gers, Harris) – 9:20

## Componență
- Bruce Dickinson - voce
- Steve Harris - bas
- Dave Murray - chitară
- Adrian Smith - chitară
- Janick Gers - chitară
- Nicko McBrain - baterie